# 16e étape du Tour de France 2016
Pour un article plus général, voir Tour de France 2016.
La 16e étape du Tour de France 2016 se déroule le lundi 18 juillet 2016 entre Moirans-en-Montagne et Berne (en Suisse), sur une distance de 209 kilomètres.

## Parcours
Cette étape vallonnée ne comporte pas de difficultés majeures. Le sprint intermédiaire est disputé à Anet. Une seule ascension de 4ème catégorie est répertoriée à Mühleberg à 25 kilomètres de l'arrivée. L'arrivée à Berne réserve comme surprise pour les coureurs une côte pavée.

## Résultats

### Classement de l'étape
| \| Classement de l'étape \| Classement de l'étape \| Classement de l'étape \| Classement de l'étape \| Classement de l'étape \| \| Coureur \| Coureur \| Pays \| Équipe \| Temps \| \| --------------------- \| --------------------- \| --------------------- \| --------------------- \| --------------------- \| \| 1er \| Peter Sagan \| Slovaquie \| Tinkoff \| 4 h 26 min 02 s \| \| 2e \| Alexander Kristoff \| Norvège \| Katusha \| + 0 s \| \| 3e \| Sondre Holst Enger \| Norvège \| IAM Cycling \| + 0 s \| \| 4e \| John Degenkolb \| Allemagne \| Giant-Alpecin \| + 0 s \| \| 5e \| Michael Matthews \| Australie \| Orica-BikeExchange \| + 0 s \| \| 6e \| Fabian Cancellara \| Suisse \| Trek-Segafredo \| + 0 s \| \| 7e \| Sep Vanmarcke \| Belgique \| LottoNL-Jumbo \| + 0 s \| \| 8e \| Maximiliano Richeze \| Argentine \| Etixx-Quick Step \| + 0 s \| \| 9e \| Edvald Boasson Hagen \| Norvège \| Dimension Data \| + 0 s \| \| 10e \| Greg Van Avermaet \| Belgique \| BMC Racing Team \| + 0 s \| |                      |           |                    |                 |
| |                      |           |                    |                 |
| Source : ProCyclingStats |                      |           |                    |                 |
| Classement de l'étape |                      |           |                    |                 |
| Coureur | Coureur              | Pays      | Équipe             | Temps           |
| 1er | Peter Sagan          | Slovaquie | Tinkoff            | 4 h 26 min 02 s |
| 2e | Alexander Kristoff   | Norvège   | Katusha            | + 0 s           |
| 3e | Sondre Holst Enger   | Norvège   | IAM Cycling        | + 0 s           |
| 4e | John Degenkolb       | Allemagne | Giant-Alpecin      | + 0 s           |
| 5e | Michael Matthews     | Australie | Orica-BikeExchange | + 0 s           |
| 6e | Fabian Cancellara    | Suisse    | Trek-Segafredo     | + 0 s           |
| 7e | Sep Vanmarcke        | Belgique  | LottoNL-Jumbo      | + 0 s           |
| 8e | Maximiliano Richeze  | Argentine | Etixx-Quick Step   | + 0 s           |
| 9e | Edvald Boasson Hagen | Norvège   | Dimension Data     | + 0 s           |
| 10e | Greg Van Avermaet    | Belgique  | BMC Racing Team    | + 0 s           |

### Points attribués
| Sprint intermédiaire - Ins/Anet (km 167,5) | Sprint intermédiaire - Ins/Anet (km 167,5) | Sprint intermédiaire - Ins/Anet (km 167,5) | Sprint intermédiaire - Ins/Anet (km 167,5) | Sprint intermédiaire - Ins/Anet (km 167,5) |
| ------------------------------------------ | ------------------------------------------ | ------------------------------------------ | ------------------------------------------ | ------------------------------------------ |
|                                            | Coureur                                    | Pays                                       | Équipe                                     | Point(s)                                   |
| 1er                                        | Julian Alaphilippe                         | France                                     | Etixx-Quick Step                           | 20                                         |
| 2e                                         | Tony Martin                                | Allemagne                                  | Etixx-Quick Step                           | 17                                         |
| 3e                                         | Peter Sagan                                | Slovaquie                                  | Tinkoff                                    | 15                                         |
| 4e                                         | Mark Cavendish                             | Royaume-Uni                                | Dimension Data                             | 13                                         |
| 5e                                         | Bryan Coquard                              | France                                     | Direct Énergie                             | 11                                         |
| 6e                                         | Roman Kreuziger                            | Tchéquie                                   | Tinkoff                                    | 10                                         |
| 7e                                         | Matteo Tosatto                             | Italie                                     | Tinkoff                                    | 9                                          |
| 8e                                         | Sylvain Chavanel                           | France                                     | Direct Énergie                             | 8                                          |
| 9e                                         | Thomas Voeckler                            | France                                     | Direct Énergie                             | 7                                          |
| 10e                                        | Steve Cummings                             | Royaume-Uni                                | Dimension Data                             | 6                                          |
| 11e                                        | Romain Sicard                              | France                                     | Direct Énergie                             | 5                                          |
| 12e                                        | Rohan Dennis                               | Australie                                  | BMC Racing                                 | 4                                          |
| 13e                                        | Adrien Petit                               | France                                     | Direct Énergie                             | 3                                          |
| 14e                                        | Alberto Losada                             | Espagne                                    | Katusha                                    | 2                                          |
| 15e                                        | Yohann Gène                                | France                                     | Direct Énergie                             | 1                                          |
| modifier                                   |                                            |                                            |                                            |                                            |

| Arrivée d'étape - Berne (km 209) | Arrivée d'étape - Berne (km 209) | Arrivée d'étape - Berne (km 209) | Arrivée d'étape - Berne (km 209) | Arrivée d'étape - Berne (km 209) |
| -------------------------------- | -------------------------------- | -------------------------------- | -------------------------------- | -------------------------------- |
|                                  | Coureur                          | Pays                             | Équipe                           | Point(s)                         |
| 1er                              | Peter Sagan                      | Slovaquie                        | Tinkoff                          | 50                               |
| 2e                               | Alexander Kristoff               | Norvège                          | Katusha                          | 30                               |
| 3e                               | Sondre Holst Enger               | Norvège                          | IAM                              | 20                               |
| 4e                               | John Degenkolb                   | Allemagne                        | Giant-Alpecin                    | 18                               |
| 5e                               | Michael Matthews                 | Australie                        | Orica-BikeExchange               | 16                               |
| 6e                               | Fabian Cancellara                | Suisse                           | Trek-Segafredo                   | 14                               |
| 7e                               | Sep Vanmarcke                    | Belgique                         | Lotto NL-Jumbo                   | 12                               |
| 8e                               | Maximiliano Richeze              | Argentine                        | Etixx-Quick Step                 | 10                               |
| 9e                               | Edvald Boasson Hagen             | Norvège                          | Dimension Data                   | 8                                |
| 10e                              | Greg Van Avermaet                | Belgique                         | BMC Racing                       | 7                                |
| 11e                              | Alejandro Valverde               | Espagne                          | Movistar                         | 6                                |
| 12e                              | Patrick Konrad                   | Autriche                         | Bora-Argon 18                    | 5                                |
| 13e                              | Romain Bardet                    | France                           | AG2R La Mondiale                 | 4                                |
| 14e                              | Christopher Froome               | Royaume-Uni                      | Sky                              | 3                                |
| 15e                              | Louis Meintjes                   | Afrique du Sud                   | Lampre-Merida                    | 2                                |
| modifier                         |                                  |                                  |                                  |                                  |

|   | Coureur            | Pays      | Équipe  | Secondes |
| - | ------------------ | --------- | ------- | -------- |
| 1 | Peter Sagan        | Slovaquie | Tinkoff | 10 s     |
| 2 | Alexander Kristoff | Norvège   | Katusha | 6 s      |
| 3 | Sondre Holst Enger | Norvège   | IAM     | 4 s      |

### Cols et côtes
| \| Côte de Mühleberg (km 183,5) - 4e catégorie (1,2 km à 4,8%) \| Côte de Mühleberg (km 183,5) - 4e catégorie (1,2 km à 4,8%) \| Côte de Mühleberg (km 183,5) - 4e catégorie (1,2 km à 4,8%) \| Côte de Mühleberg (km 183,5) - 4e catégorie (1,2 km à 4,8%) \| Côte de Mühleberg (km 183,5) - 4e catégorie (1,2 km à 4,8%) \| \| ----------------------------------------------------------- \| ----------------------------------------------------------- \| ----------------------------------------------------------- \| ----------------------------------------------------------- \| ----------------------------------------------------------- \| \| \| Coureur \| Pays \| Équipe \| Point(s) \| \| 1er \| Tony Martin \| Allemagne \| Etixx-Quick Step \| 1 \| \| modifier \| \| \| \| \| |             |           |                  |          |
| Côte de Mühleberg (km 183,5) - 4e catégorie (1,2 km à 4,8%) |             |           |                  |          |
| | Coureur     | Pays      | Équipe           | Point(s) |
| 1er | Tony Martin | Allemagne | Etixx-Quick Step | 1        |
| modifier |             |           |                  |          |

## Classements à l'issue de l'étape

### Classement général
| \| Classement général \| Classement général \| Classement général \| Classement général \| Classement général \| \| Coureur \| Coureur \| Pays \| Équipe \| Temps \| \| ------------------ \| ------------------ \| ------------------ \| ------------------ \| ------------------ \| \| 1er \| Christopher Froome \| Royaume-Uni \| Team Sky \| 72 h 40 min 38 s \| \| 2e \| Bauke Mollema \| Pays-Bas \| Trek-Segafredo \| + 1 min 47 s \| \| 3e \| Adam Yates \| Royaume-Uni \| Orica-BikeExchange \| + 2 min 45 s \| \| 4e \| Nairo Quintana \| Colombie \| Movistar Team \| + 2 min 59 s \| \| 5e \| Alejandro Valverde \| Espagne \| Movistar Team \| + 3 min 17 s \| \| 6e \| Romain Bardet \| France \| AG2R La Mondiale \| + 4 min 04 s \| \| 7e \| Richie Porte \| Australie \| BMC Racing Team \| + 4 min 27 s \| \| 8e \| Tejay van Garderen \| États-Unis \| BMC Racing Team \| + 4 min 47 s \| \| 9e \| Dan Martin \| Irlande \| Etixx-Quick Step \| + 5 min 03 s \| \| 10e \| Fabio Aru \| Italie \| Astana \| + 5 min 16 s \| |                    |             |                    |                  |
| |                    |             |                    |                  |
| Source : ProCyclingStats |                    |             |                    |                  |
| Classement général |                    |             |                    |                  |
| Coureur | Coureur            | Pays        | Équipe             | Temps            |
| 1er | Christopher Froome | Royaume-Uni | Team Sky           | 72 h 40 min 38 s |
| 2e | Bauke Mollema      | Pays-Bas    | Trek-Segafredo     | + 1 min 47 s     |
| 3e | Adam Yates         | Royaume-Uni | Orica-BikeExchange | + 2 min 45 s     |
| 4e | Nairo Quintana     | Colombie    | Movistar Team      | + 2 min 59 s     |
| 5e | Alejandro Valverde | Espagne     | Movistar Team      | + 3 min 17 s     |
| 6e | Romain Bardet      | France      | AG2R La Mondiale   | + 4 min 04 s     |
| 7e | Richie Porte       | Australie   | BMC Racing Team    | + 4 min 27 s     |
| 8e | Tejay van Garderen | États-Unis  | BMC Racing Team    | + 4 min 47 s     |
| 9e | Dan Martin         | Irlande     | Etixx-Quick Step   | + 5 min 03 s     |
| 10e | Fabio Aru          | Italie      | Astana             | + 5 min 16 s     |

### Classement par points
| Classement par points | Classement par points | Classement par points | Classement par points | Classement par points |
| --------------------- | --------------------- | --------------------- | --------------------- | --------------------- |
|                       | Coureur               | Pays                  | Équipe                | Point(s)              |
| 1er                   | Peter Sagan           | Slovaquie             | Tinkoff               | 405 points            |
| 2e                    | Mark Cavendish        | Royaume-Uni           | Dimension Data        | 291 pts               |
| 3e                    | Marcel Kittel         | Allemagne             | Etixx-Quick Step      | 228 pts               |
| 4e                    | Bryan Coquard         | France                | Direct Énergie        | 156 pts               |
| 5e                    | Alexander Kristoff    | Norvège               | Katusha               | 152 pts               |
| 6e                    | Michael Matthews      | Australie             | Orica-BikeExchange    | 143 pts               |
| 7e                    | André Greipel         | Allemagne             | Lotto-Soudal          | 128 pts               |
| 8e                    | Greg Van Avermaet     | Belgique              | BMC Racing            | 119 pts               |
| 9e                    | Thomas De Gendt       | Belgique              | Lotto-Soudal          | 106 pts               |
| 10e                   | Daniel Navarro        | Espagne               | Cofidis               | 105 pts               |
| modifier              |                       |                       |                       |                       |

### Classement du meilleur grimpeur
| Classement du meilleur grimpeur | Classement du meilleur grimpeur | Classement du meilleur grimpeur | Classement du meilleur grimpeur | Classement du meilleur grimpeur |
| ------------------------------- | ------------------------------- | ------------------------------- | ------------------------------- | ------------------------------- |
|                                 | Coureur                         | Pays                            | Équipe                          | Point(s)                        |
| 1er                             | Rafał Majka                     | Pologne                         | Tinkoff                         | 127 points                      |
| 2e                              | Thomas De Gendt                 | Belgique                        | Lotto-Soudal                    | 90 pts                          |
| 3e                              | Daniel Navarro                  | Espagne                         | Cofidis                         | 69 pts                          |
| 4e                              | Serge Pauwels                   | Belgique                        | Dimension Data                  | 62 pts                          |
| 5e                              | Tom Dumoulin                    | Pays-Bas                        | Giant-Alpecin                   | 58 pts                          |
| 6e                              | Rui Costa                       | Portugal                        | Lampre-Merida                   | 50 pts                          |
| 7e                              | Stef Clement                    | Pays-Bas                        | IAM                             | 37 pts                          |
| 8e                              | Ilnur Zakarin                   | Russie                          | Katusha                         | 28 pts                          |
| 9e                              | Diego Rosa                      | Italie                          | Astana                          | 27 pts                          |
| 10e                             | Winner Anacona                  | Colombie                        | Movistar                        | 26 pts                          |
| modifier                        |                                 |                                 |                                 |                                 |

### Classement du meilleur jeune
| Classement général du meilleur jeune | Classement général du meilleur jeune | Classement général du meilleur jeune | Classement général du meilleur jeune | Classement général du meilleur jeune |
|                                      | Coureur                              | Pays                                 | Équipe                               | Temps                                |
| ------------------------------------ | ------------------------------------ | ------------------------------------ | ------------------------------------ | ------------------------------------ |
| 1er                                  | Adam Yates                           | Royaume-Uni                          | Orica-BikeExchange                   | en 72 h 43 min 23 s                  |
| 2e                                   | Louis Meintjes                       | Afrique du Sud                       | Lampre-Merida                        | + 3 min 3 s                          |
| 3e                                   | Warren Barguil                       | France                               | Giant-Alpecin                        | + 16 min 30 s                        |
| 4e                                   | Emanuel Buchmann                     | Allemagne                            | Bora-Argon 18                        | + 25 min 53 s                        |
| 5e                                   | Wilco Kelderman                      | Pays-Bas                             | Lotto NL-Jumbo                       | + 45 min 38 s                        |
| modifier                             |                                      |                                      |                                      |                                      |

### Classement par équipes
| Classement par équipes | Classement par équipes | Classement par équipes | Classement par équipes |
|                        | Équipe                 | Pays                   | Temps                  |
| ---------------------- | ---------------------- | ---------------------- | ---------------------- |
| 1re                    | Movistar               | Espagne                | en 218 h 3 min 31 s    |
| 2e                     | Sky                    | Royaume-Uni            | + 6 min 29 s           |
| 3e                     | BMC Racing             | États-Unis             | + 9 min 1 s            |
| 4e                     | Astana                 | Kazakhstan             | + 39 min 38 s          |
| 5e                     | AG2R La Mondiale       | France                 | + 41 min 55 s          |
| modifier               |                        |                        |                        |